# El Fedjouz Boughrara Saoudi
El Fedjouz Boughrara Saoudi (em árabe: الفجوج بوغرارة سعودى) é uma comuna localizada na província de Oum El Bouaghi, Argélia. De acordo com o censo de 2008, a população total da cidade era de 4 169 habitantes.